# Etykietowanie ról semantycznych
Etykietowanie ról semantycznych – jedno z zadań przetwarzania języka naturalnego. Polega ono na rozpoznawaniu semantycznych argumentów predykatów w zdaniu i przydzielaniu im odpowiednich ról semantycznych. Analiza składniowa nie zawsze jest wystarczająca, by zrozumieć, na czym polega dane wydarzenie w zdaniu, a konkretnie "kto, co, komu zrobił". W przykładowych zdaniach "Firma X kupiła akcje" oraz "Oni sprzedali akcje firmie X" firma X pełni różne role składniowe (raz jest podmiotem, a raz dopełnieniem dalszym), niemniej jednak jej rola w wydarzeniu jest taka sama i w efekcie firma X posiada zakupione akcje. Taki poziom rozumienia jest niezbędny, gdy potrzebujemy odpowiedzi na pytania dotyczące zakupu akcji przez firmę X.
Pierwszy system automatycznego etykietowania ról semantycznych stworzony został przez Daniela Jurafsky'ego i Daniela Gildeę w oparciu o FrameNet, leksykalno-semantyczną bazę danych. Anotacja ról semantycznych została zapożyczona z PropBanku. Jak w większości obecnych systemów zastosowano uczenie nadzorowane.